# Kaukokiito

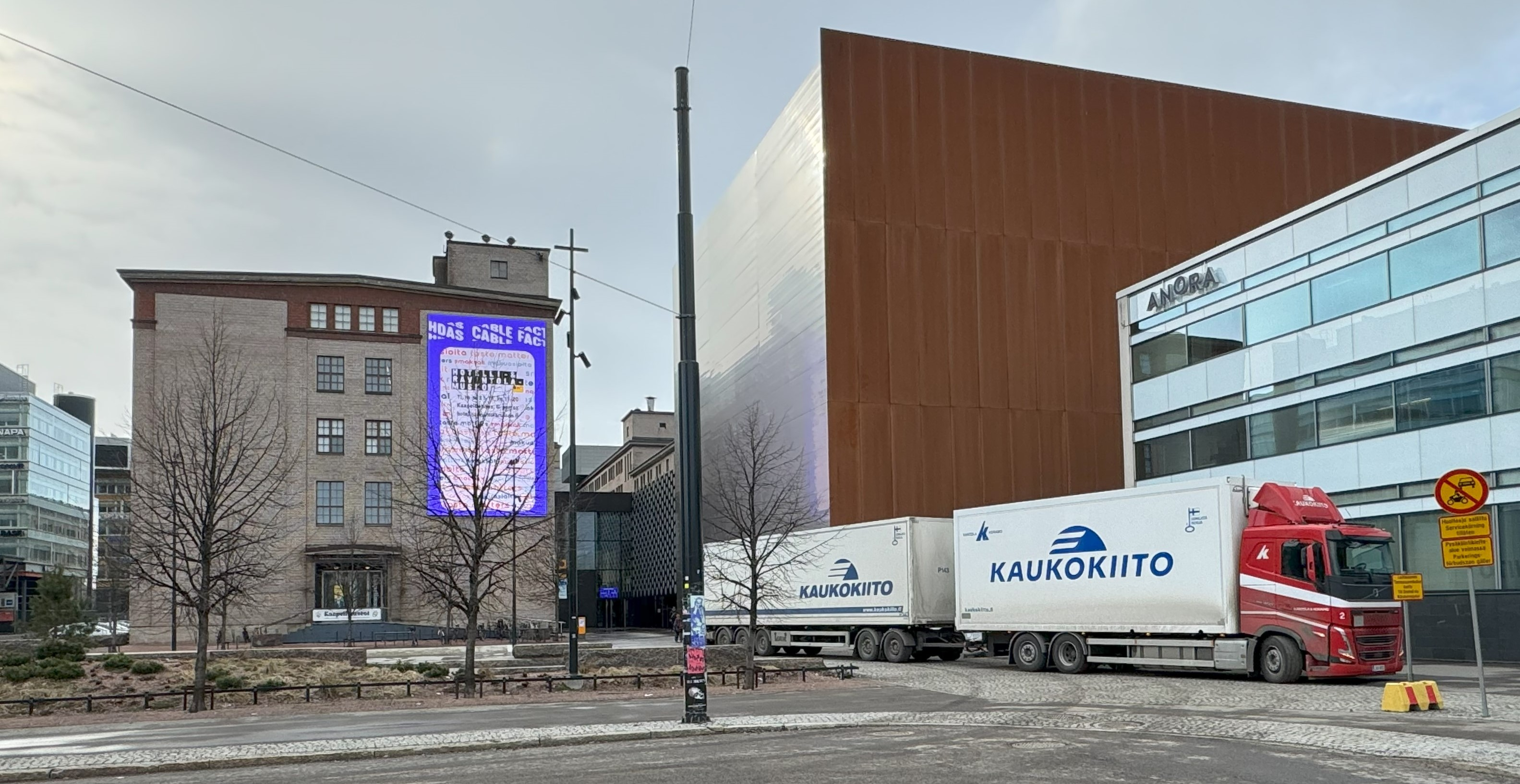
Kaukokiitos långtradare framför Dansens hus i Gräsviken i Helsingfors. Kabelfabriksmuseerna huserar i byggnaden åt vänster.

Suomen Kaukokiito Oy är ett finskt logistikföretag, ett av de största privatägda som finns kvar i Finland idag.
Kaukokiito har cirka 2 000 anställda och cirka 1 000 lastbilar i sina färger med ett terminalnätverk i alla större finska städer. Kaukokiito bildades år 1953.